# Stanley Holloway
Stanley Holloway OBE (Londres, Anglaterra, 1 d'octubre de 1890 − Littlehampton, Anglaterra, 30 de gener de 1982) va ser un actor britànic. Va ser fet oficial de l'Ordre de l'Imperi britànic el 31 de desembre de 1959.

## Biografia
Nascut a Londres a Anglaterra, va estudiar a la The Worshipful School of Carpenters. El seu primer treball va ser d'empleat al mercat de peix de Billingsgate, però a partir de 1907 va començar a actuar en concerts a la costa anglesa, a ciutats com a Walton-on-the-Naze i Clacton-on-Sea, i en aquesta última va participar tres anys (1911 – 1913) en espectacles representats al Teatre West Cliff. Després va ser reclutat pel comediant Leslie Henson per treballar en el seu espectacle. Va idear fer una carrera com a cantant, i va viatjar cap a Milà a fi d'entrenar la seva veu, però l'inici de la Primera Guerra Mundial va canviar els seus plans.
Durant la guerra es va allistar al Regiment d'Infanteria Connaught. A la fi de la guerra, el 1920 es va unir al Royal Irish Constabulary com a agent de policia temporal, però va deixar el cos el 1921.
El seu primer gran èxit com a actor va arribar amb el xou The Co-Optimists que es va mantenir en escena des de 1921 fins a 1927, i que més endavant va ser filmat. Una reposició de l'obra el 1929 va desenvolupar la seva habilitat com a cantant còmic i va llançar la seva carrera discogràfica amb enregistraments dels seus propis personatges, "Sam Small," i "The Ramsbottoms", de Marriott Edgar.
En la dècada de 1930 va actuar en una sèrie de films de baix pressupost, destacant Squibs (1935) i The Vicar of Bray (1937). També va gravar "With Her Head Tucked Underneath Her Arm", una cançó de R. P. Weston i Bert Lee sobre el fantasma d'Anna Bolena en la Torre de Londres buscant venjar-se d'Enric VIII d'Anglaterra.
La seva carrera va canviar de nou el 1941 quan va treballar en l'adaptació per al cinema de l'obra de George Bernard Shaw Major Barbara. Després va fer papers de caràcter patriòtic a The Way Ahead (1944), This Happy Breed (1944) i The Way to the Stars (1945).
Després de la Segona Guerra Mundial va tenir papers destacats en l'èxit Breu encontre, i a Nicholas Nickleby, i va fer un cameo com a enterramorts al film de Laurence Olivier Hamlet. Posteriorment va passar a ser un dels suports de les produccions d'Ealing Comedies, interpretant clàssics com Passport to Pimlico, The Lavender Hill Mob i The Titfield Thunderbolt.
Gràcies al seu treball cinematogràfic era conegut en els Estats Units pel que se li va oferir el paper d'Alfred P. Doolittle en l'èxit representat a Broadway My Fair Lady, ja que James Cagney va rebutjar el treball. A més, Holloway havia tingut una llarga relació amb l'obra, ja que havia actuat a la producció original de Broadway el 1956, en la versió londinenca el 1958 i en la cinematogràfica el 1964. Va titular la seva autobiografia With Little Bit of Luck com record de la cançó que ell cantava a les esmentades produccions. Per la seva interpretació en la versió cinematogràfica va ser nominat a l'Oscar al millor actor secundari, que va perdre davant de Peter Ustinov.
La temporada televisiva estatunidenca de 1962-1963, Holloway va interpretar el paper principal de la sitcom de l'ABC Our Man Higgins, al costat de Audrey Totter i Frank Maxwell.
Complerts ja els vuitanta anys, l'actor encara interpretava papers secundaris. Va morir a Littlehampton, Anglaterra, el 1982, als 91 anys.
Va tenir un fill, el també actor Julian Holloway, conegut per la seva participació en els films de la sèrie Carry On.

## Filmografia
- 1921: The Rotters: Arthur Wait
- 1929: The Co-Optimists
- 1933: Sleeping Car: Francois
- 1933: The Girl from Maxim's: Mongicourt
- 1934: Love at Second Sight: PC
- 1934: D'Ye Ken John Peel?: Sam Small
- 1934: Lily of Killarney: Father O'Flynn
- 1934: Road House: Donovan
- 1934: Sing As We Go: Policeman
- 1935: Play Up the Band: Sam Small
- 1935: Squibs: Constable Charley Lee
- 1937: Sam Small Leaves Town: Richard Manning
- 1937: Song of the Forge: Joe / Sir William Barrett
- 1937: The Vicar of Bray: The Vicar of Bray
- 1937: Cotton Queen: Sam Owen
- 1939: Sam Goes Shopping: Sam / Narrador
- 1941: Major Barbara: Policeman
- 1942: Salute John Citizen: Oskey
- 1944: This Happy Breed: Bob Mitchell
- 1944: Cada cop més alt (The Way Ahead): Soldat ras Ted Brewer
- 1944: Champagne Charlie: The Great Vance
- 1945: The Way to the Stars: Mr. Palmer
- 1945: Breu encontre (Brief Encounter): Albert Godby
- 1945: Cèsar i Cleopatra (Caesar and Cleopatra): Belzanor
- 1946: Wanted for Murder: Sergent Sullivan
- 1946: Carnival: Charlie Raeburn
- 1947: Meet Me at Dawn: Emile
- 1947: Nicholas Nickleby: Vincent Crummles
- 1948: Snowbound: Joe Wesson
- 1948: One Night with You: Tramp
- 1948: Hamlet: Gravedigger
- 1948: The Winslow Boy: Comedian
- 1948: Noose: Insp. Kendall
- 1948: Another Shore: Alastair McNeil
- 1949: Passport to Pimlico: Arthur Pemberton
- 1949: The Perfect Woman: Ramshead
- 1950: Midnight Episode: Professor Prince
- 1951: One Wild Oat: Alfred Gilbey
- 1951: The Lavender Hill Mob: Alfred Pendlebury
- 1951: The Magic Box: Broker's Man
- 1951: Lady Godiva Rides Again: Mr. Clark
- 1952: The Happy Family: Henry Lord
- 1952: Meet Me Tonight: Henry Gow: Fumed Oak
- 1953: Fast and Loose: Mr. Crabb
- 1953: The Titfield Thunderbolt: Valentine
- 1953: The Beggar's Opera: Mr. Lockit
- 1953: A Day to Remember: Charley Porter
- 1953: Meet Mr. Lucifer: Sam Hollingsworth / Mr. Lucifer
- 1955: Un caiman anomenat Daisy (An Alligator Named Daisy): El General
- 1956: Jumping for Joy: Capità Jack Montague
- 1959: Alive and Kicking: MacDonagh
- 1959: No Trees in the Street: Kipper
- 1960: The Mikado (TV): Pooh-Bah
- 1960: An Arabian Night (TV): Ibrahim
- 1961: On the Fiddle: Mr. Cooksley
- 1961: No Love for Johnnie: Fred Andrews
- 1962: Our Man Higgins (sèrie TV): Higgins (1962-63) (unknown episodes)
- 1964: My Fair Lady: Alfred P. Doolittle
- 1965: In Harm's Way: Clayton Canfil
- 1965: Ten Little Indians: Detectiu William Henry Blore
- 1966: The Sandwich Man: Park Gardener
- 1968: Thingumybob (sèrie TV): Bob Bridge
- 1968: Mrs. Brown, You've Got a Lovely Daughter: George G. Brown
- 1969: Target: Harry de Roger Corman: Jason Carlyle
- 1969: Run a Crooked Mile (TV): Caretaker
- 1970: La vida privada de Sherlock Holmes (The Private Life of Sherlock Holmes): Gravedigger
- 1971: Flight of the Doves: Judge Liffy
- 1972: Up the Front: Vincento
- 1973: Dr. Jekyll and Mr. Hyde (TV): Poole
- 1975: Journey Into Fear: Mr. Mathews

## Premis i nominacions

### Nominacions
- 1965: Oscar al millor actor secundari per My Fair Lady
- 1965: Globus d'Or al millor actor secundari per My Fair Lady